# Leopold Stípčak
Leopold Stípčak (geboren 10. Dezember 1909 in Siebenhirten, Wien; gestorben 26. April 1944 in Wien) war ein österreichischer Handwerker und Widerstandskämpfer gegen den Nationalsozialismus. Er wurde von der NS-Justiz zum Tode verurteilt und geköpft.

## Leben
Der Sohn eines Heeresbeamten machte die Tischlerlehre. Politisch war er ab 1929 Mitglied der Sozialdemokratischen Arbeiterpartei in Siebenhirten. Als diese 1934 im Ständestaat verboten wurde, schloss er sich den illegalen Revolutionären Sozialisten an. Im Herbst 1939 wurde er von der KPÖ angeworben und war in Vösendorf als Zellenleiter konspirativ tätig.
Im September 1942 wurde Stípčak verhaftet und im Februar 1944 vom 5. Senat des Volksgerichtshofs mit Apollonia Binder, Florian Binder und Felix Schmidbauer wegen „Vorbereitung zum Hochverrat“ zum Tod verurteilt. Nach Ablehnung von zwei Gnadengesuchen wurde das Urteil im April 1944 vollstreckt.
Stípčak wurde in der Schachtgräberanlage der Gruppe 40 (Reihe 22/Grab 109) des Wiener Zentralfriedhofes bestattet.

## Würdigung

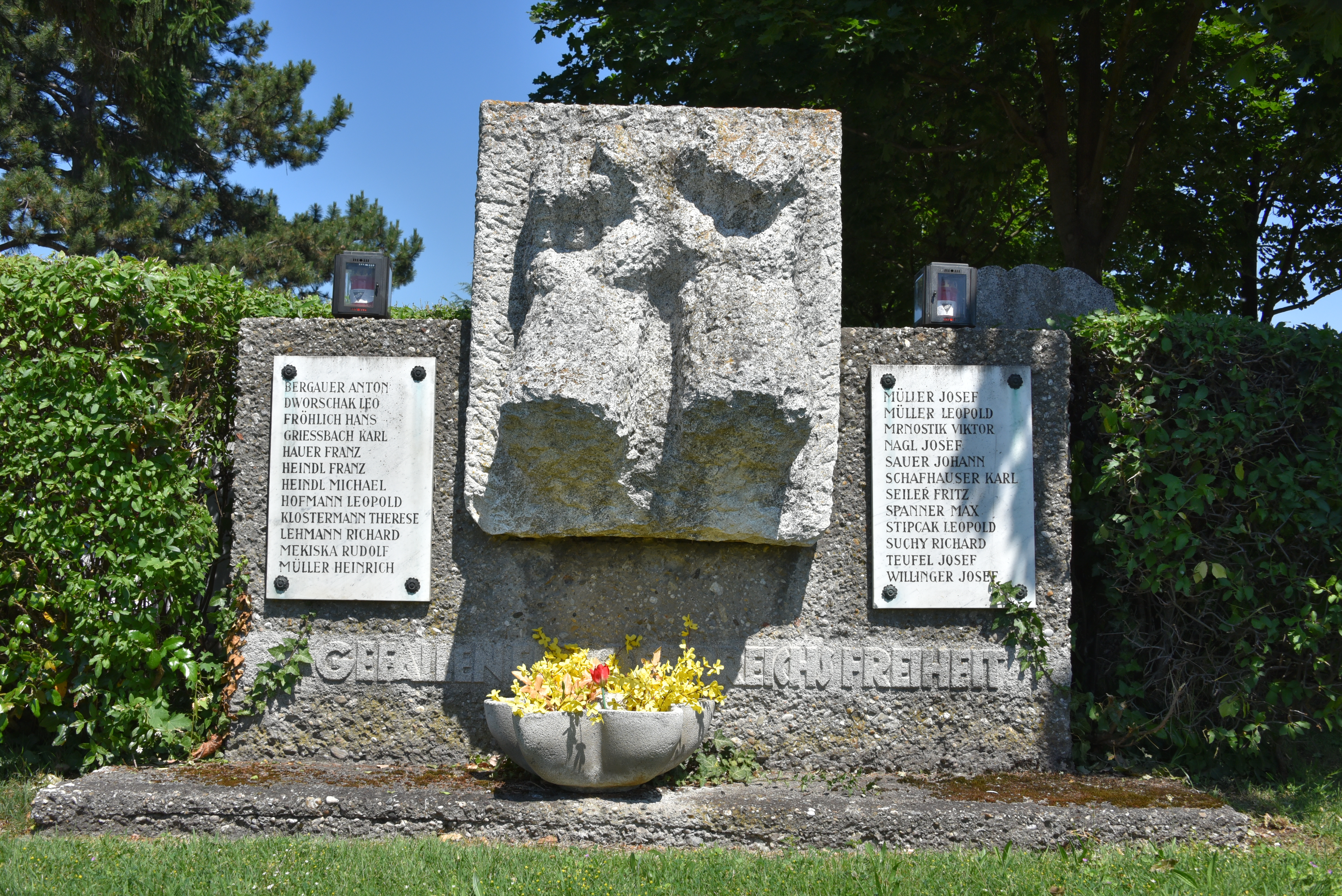
Freiheitskämpferdenkmal am Atzgersdorfer Friedhof

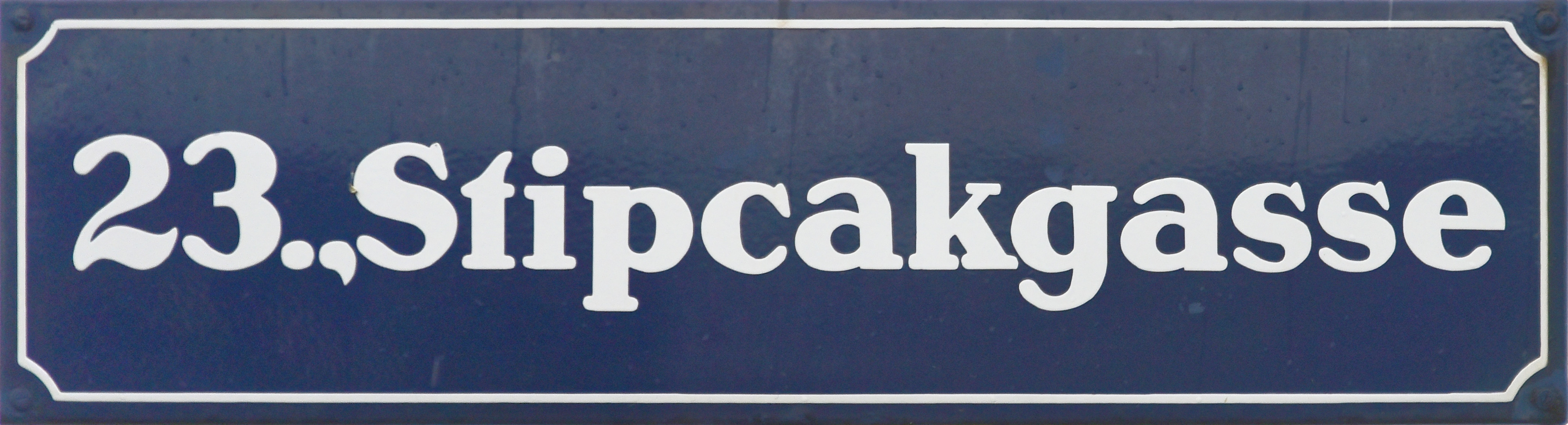
Straßenschild der Stipcakgasse in Wien

- In Wien-Liesing wurde die Stipcakgasse nach ihm benannt.
- Am 1. November 1954 wurde auf dem Atzgersdorfer Friedhof das Freiheitskämpfer-Denkmal enthüllt, gestaltet vom Bildhauer Franz Pixner. Es erinnert an insgesamt 24 Widerstandskämpfer, die dem Austrofaschismus bzw. dem NS-Regime ihr Leben lassen mussten: Anton Bergauer, Leo Dworschak, Hans Fröhlich, Karl Griesbach, Franz Hauer, Franz und Michael Heindl, Leopold Hofmann, Therese Klostermann, Richard Lehmann, Rudolf Mekiska, Viktor Mrnustik, Heinrich Müller, Josef Müller, Leopold Müller, Josef Nagl, Johann Sauer, Karl Schafhauser, Fritz Seiler, Max Spanner, Leopold Stípčak, Richard Suchy, Johann Teufel und Josef Willinger.[1]
- Sein Name wurde auch auf der Gedenktafel im ehemaligen Hinrichtungsraum des Wiener Landesgerichts eingraviert.[2]

## Weblink
- Stipcak, Leopold. In: Österreichisches Biographisches Lexikon 1815–1950. 2. überarbeitete Auflage (nur online).